# Abraham Patras

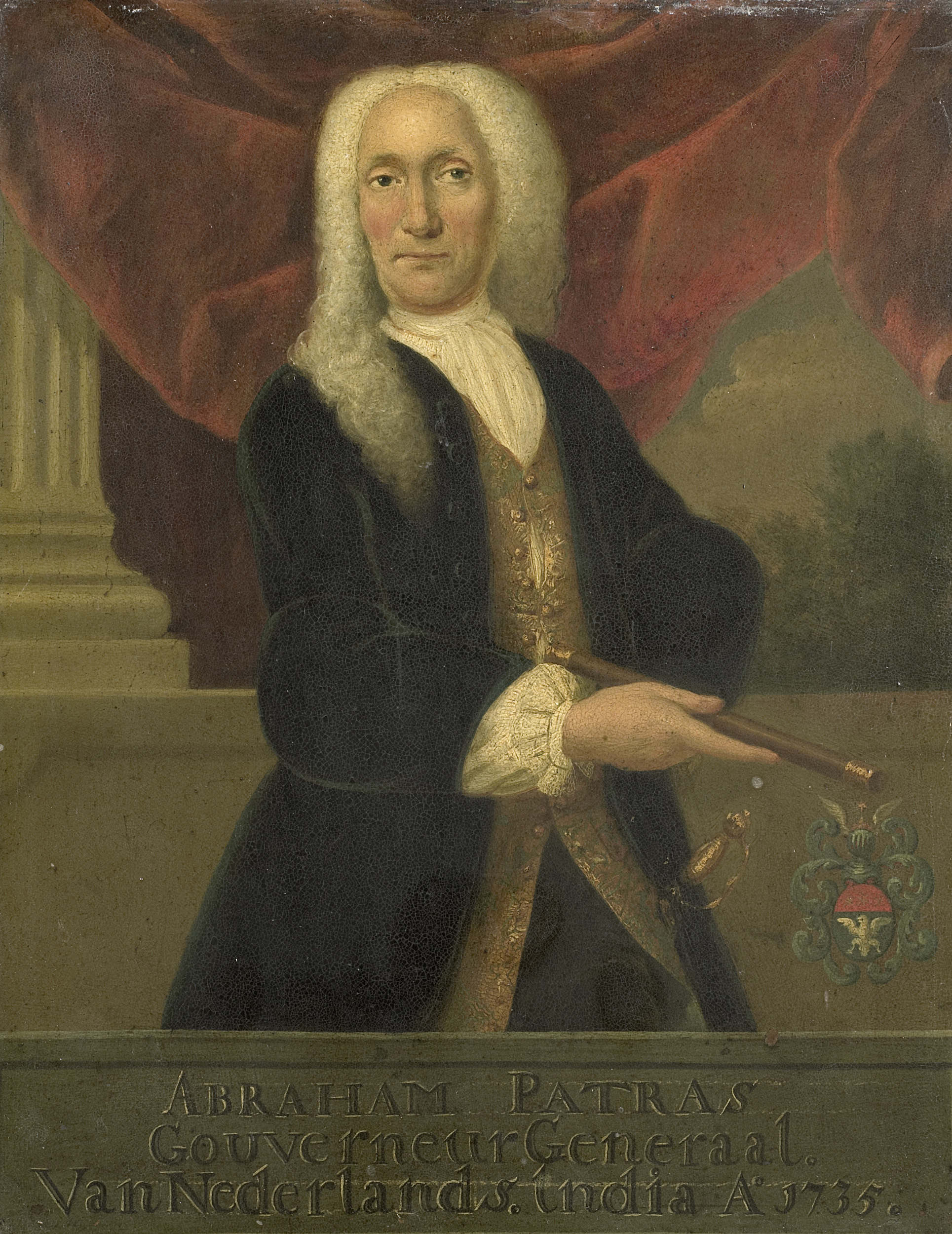
Porträt von Abraham Patras

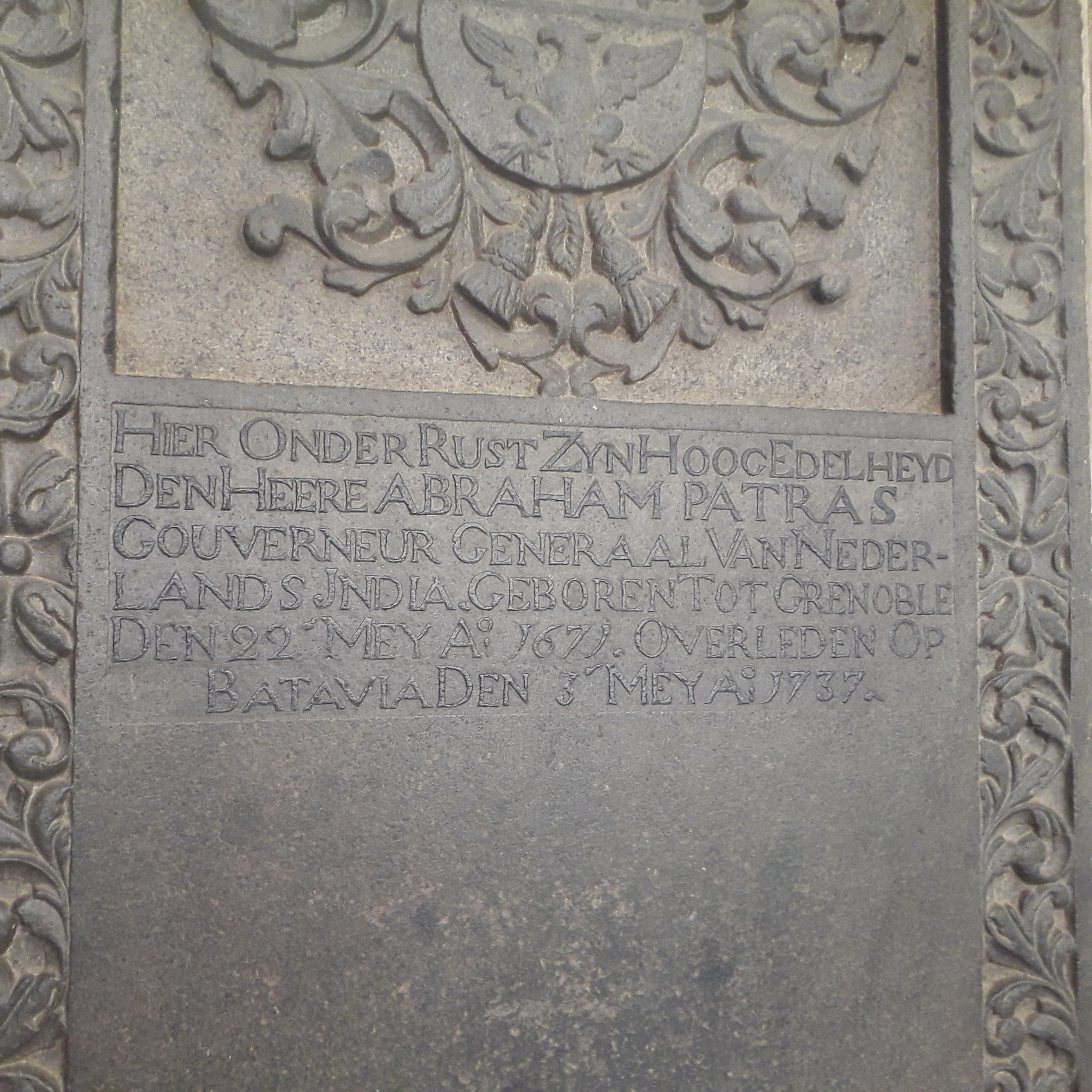
Grabplatte im Wayang-Museum Jakarta

Abraham Patras (* 22. Mai 1671 in Grenoble; † 3. Mai 1737 in Batavia) war von 1735 bis 1737 Generalgouverneur von Niederländisch-Indien.

## Leben
Patras stammte aus einer hugenottischen Familie, die nach dem Edikt von Nantes in die Niederlande geflüchtet war. Er arbeitete zunächst auf dem Kontor von Nathaniël Gauthier, einem gleichfalls hugenottischen Händler. Von hier schiffte er sich am 4. Januar 1690 an Bord der Hobrée nach Indien ein, 1699 bzw. 1700 war er als Soldat in Ambon stationiert, 1703 in Ternate. Von 1707 bis 1711 war er, 1709 zum Kaufmann geworden, Oberhaupt der Niederlassung der Niederländischen Ostindien-Kompanie von Djambi, von 1711 bis 1715 Oberhaupt von Palembang, von 1717 bis 1720 der Westküste Sumatras. 1724 wurde er Direktor der Niederländischen Ostindien-Kompanie in Bengalen. 1731 wurde Patras schließlich Mitglied des Raad von Indië, dem wichtigsten kolonialen Organ in Niederländisch-Ostindien. Nach dem Ableben von Generalgouverneur Dirk van Cloon am 10. März 1735 gewann er in einer knappen Abstimmung gegen seinen Konkurrenten Valckenier und wurde am Tag darauf Cloons Nachfolger und behielt diese Position bis zu seinem Tode.

## Grab
In Jakarta befindet sich heute im Wayang-Museum in einem Innenhof die Grabplatte von Abraham Patras.